# One Piece: Grand Battle Swan Colosseum
One Piece: Grand Battle Swan Colosseum (ONE PIECE グランドバトルスワンコロシアム?, Wan Pīsu: Gurando Batoru Suwan Koroshiamu), è un videogioco picchiaduro pubblicato e sviluppato da Bandai per WonderSwan Color, basato sul manga e anime One Piece. Il gioco non è stato distribuito al di fuori del Giappone.
La maggior parte degli sprite presenti nel gioco sono stati riutilizzati successivamente nel videogioco One Piece uscito tre anni dopo per Game Boy Advance per il solo mercato americano, con la sola differenza dello stile di gioco e della colonna sonora che è stata adattata per l'altra console.

## Modalità di gioco
Il gameplay è quello di un picchiaduro. Nel gioco è possibile utilizzare anche diversi oggetti per colpire l'avversario o riacquistare energia. Ogni personaggio ha delle mosse speciali.

## Personaggi
Nel gioco sono presenti 13 personaggi:
- Monkey D. Rufy
- Roronoa Zoro
- Nami
- Usop
- Sanji
- TonyTony Chopper
- Nico Robin
- Smoker
- Tashigi
- Crocodile
- Mr. 1
- Mr. 2 Von Clay
- Portuguese D. Ace

## Scenari
- Reverse Mountain
- Whiskey Peak
- Little Garden
- Isola di Drum
- Deserto di Alabasta
- Riva di Alabasta
- Riva di Alabasta (con Going Merry attraccata)
- Alubarna

## Accoglienza
Al momento dell'uscita, i quattro recensori della rivista Famitsū hanno dato un punteggio di 26/40.